# فصلنامه دنیای والیبال
فصلنامه دنیای والیبال یک فصلنامه ورزشی در ایران است. مدیر مسئول فصلنامه محمدرضا داورزنی و سردبیر آن امیر طلوع کیان است. این فصلنامه اختصاصی والیبال به دو زبان فارسی و انگلیسی زیر نظر فدراسیون والیبال ایران منتشر می شود. جزئیات فصلنامه نیز شامل مصاحبه با بازیکن ها و مربیان، تصاویر تورنمنت ها و لیگ های داخلی و خارجی، یادآوری، پوستر، نقد و بررسی و اخبار والیبال است.